# Max von Schraut

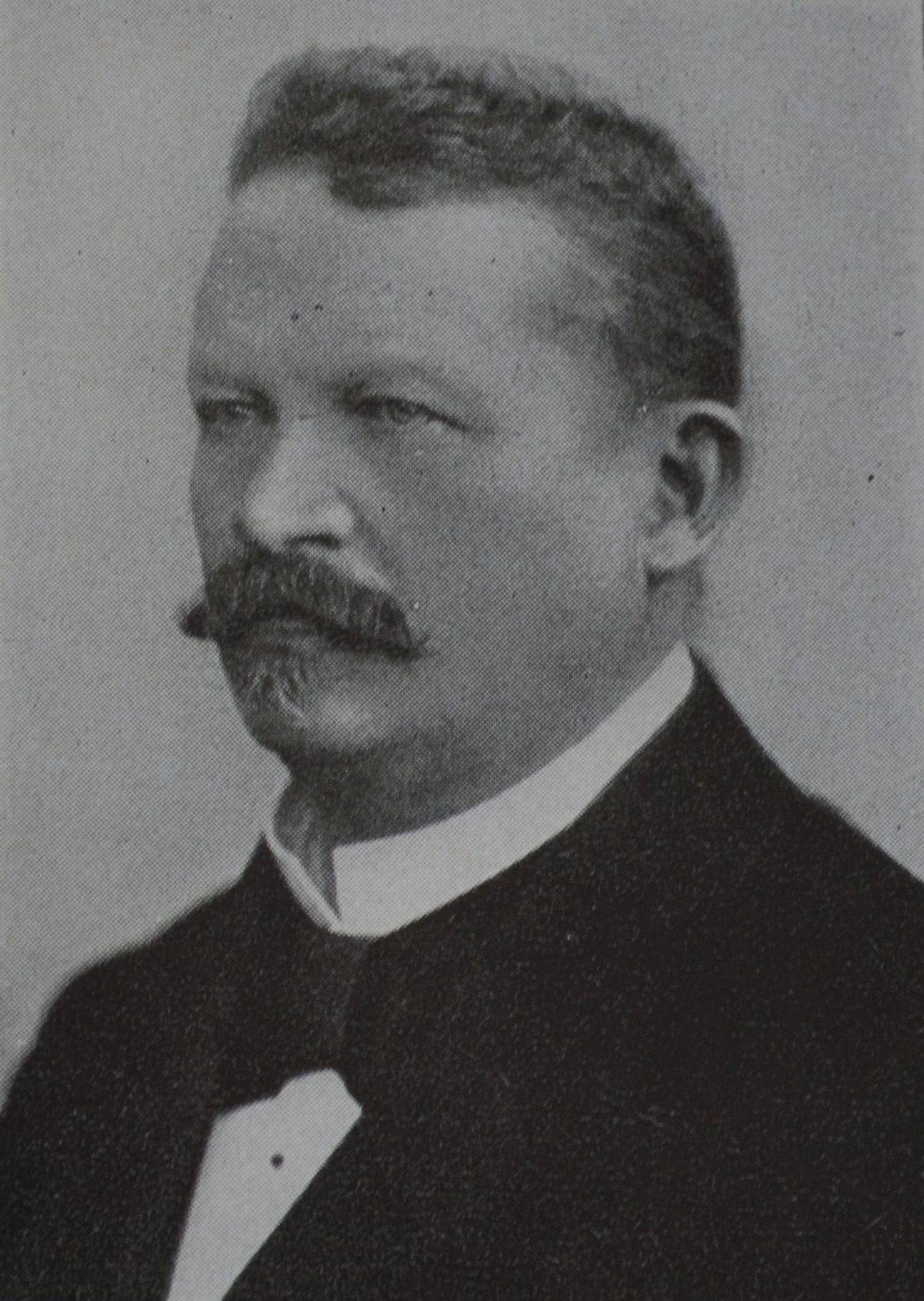
Max von Schraut

Maximilian „Max“ Ritter von Schraut (* 3. Januar 1845 in Würzburg; † 8. Januar 1906 in Straßburg im Elsass) war ein bayerischer Verwaltungsjurist und Ministerialbeamter.

## Leben
Er wirkte im Reichsland Elsaß-Lothringen als Kaiserlicher Unterstaatssekretär und war Preußischer Bevollmächtigter zum Bundesrat (Deutsches Reich).
Seit 1863 war v. Schraut Mitglied des Corps Bavaria Würzburg.

## Ehrungen
- Dr. iur. h. c.
- Wirkl. Geh. Rat